# Черновское (Сумская область)
Черновское (укр. Чернівське) — упразднённое в 2013 году село в Сумской области Украины, относившееся к Шалыгинскому поселковому совету Глуховского района.
Код КОАТУУ — 5921555802. Население по переписи 2001 года составляло 3 человека .

## Географическое положение
Село Черновское находится в урочище Черновское на расстоянии в 1 км от левого берега реки Клевень.
На расстоянии в 1,5 км расположен пгт Шалыгино.
К селу примыкают лесные массивы (дуб, берёза, сосна).